# Les Tifins
Les Tifins est une série télévisée d'animation française en 635 épisodes d'environ une minute, créée par Catherine Chaillet et diffusée entre 1977 à 1982 sur TF1.

## Synopsis
Cette série met en scène des personnages, créés d'après les trois caractères formant le logo de TF1, qui viennent en aide aux gens en difficulté.

## Commentaires
Diffusée avant les journaux télévisés de 13 heures et de 20 heures, cette série a été créée par Catherine Chaillet, chargée, à l'époque, de l'habillage graphique de TF1. 